# 小泉康一
小泉 康一（こいずみ こういち、1948年8月28日- ）は、日本の国際関係論学者、大東文化大学教授。
仙台市生まれ。1973年東京外国語大学インドシナ語科卒、77年同大学院修士課程修了、1979-81年国際連合難民高等弁務官事務所（UNHCR)タイ駐在事務所プログラム・オフィサー。英オックスフォード大学難民研究所客員研究員、ジュネーヴ大学国際関係高等研究所で研究に従事。のち大東文化大学国際関係学部教授。

## 著書
- 『「難民」とは何か』三一書房 1998
- 『国際強制移動の政治社会学』勁草書房 2005
- 『グローバリゼーションと国際強制移動』勁草書房 2009
- 『国際強制移動とグローバル・ガバナンス』御茶の水書房 2013
- 『グローバル時代の難民』ナカニシヤ出版 2015
- 『グローバル・イシュー 都市難民』ナカニシヤ出版 2017

共編著
- 『多文化「共創」社会入門 移民・難民とともに暮らし、互いに学ぶ社会へ』川村千鶴子共編著 慶應義塾大学出版会 2016

## 論文
- 小泉康一